# Molokovo (Molokovskij rajon)
Molokovo è un centro abitato della Russia.